# Adaeum obtectum
Adaeum obtectum is een hooiwagen uit de familie Triaenonychidae. De wetenschappelijke naam van Adaeum obtectum gaat terug op Loman.